# Ла-Нуай
Ла-Нуа́й (фр. La Nouaille, окс. La Noalha) — коммуна во Франции, находится в регионе Лимузен. Департамент коммуны — Крёз. Входит в состав кантона Жантиу-Пижроль. Округ коммуны — Обюссон.
Код INSEE коммуны — 23144.

## Население
Население коммуны на 2010 год составляло 251 человек.
| 1962 | 1968 | 1975 | 1982 | 1990 | 1999 | 2010 |
| ---- | ---- | ---- | ---- | ---- | ---- | ---- |
| 478  | 401  | 379  | 329  | 264  | 249  | 251  |

## Экономика
В 2010 году среди 137 человек трудоспособного возраста (15—64 лет) 91 были экономически активными, 46 — неактивными (показатель активности — 66,4 %, в 1999 году было 61,3 %). Из 91 активных жителей работали 83 человека (46 мужчин и 37 женщин), безработных было 8 (3 мужчин и 5 женщин). Среди 46 неактивных 7 человек были учениками или студентами, 26 — пенсионерами, 13 были неактивными по другим причинам.